# أجنة خضرية
الأجنة الخضرية أو التكوين الجنيني الخضري (بالإنجليزية: Embryogenèse somatique)‏ تقنية شائعة الاستخدام في المختبرات عند النبات تجعل العبور من الخلايا الجسمية إلى الخلايا الجنينية ممكنا دون المرور بمرحلة تلاقح الخلايا الجنسية، هذه التقنية تستدعي مقدرة الخلية على التخلق والتشكل لاعطاء كائن جديد بكامل مواصفات الكائن الاصلي.

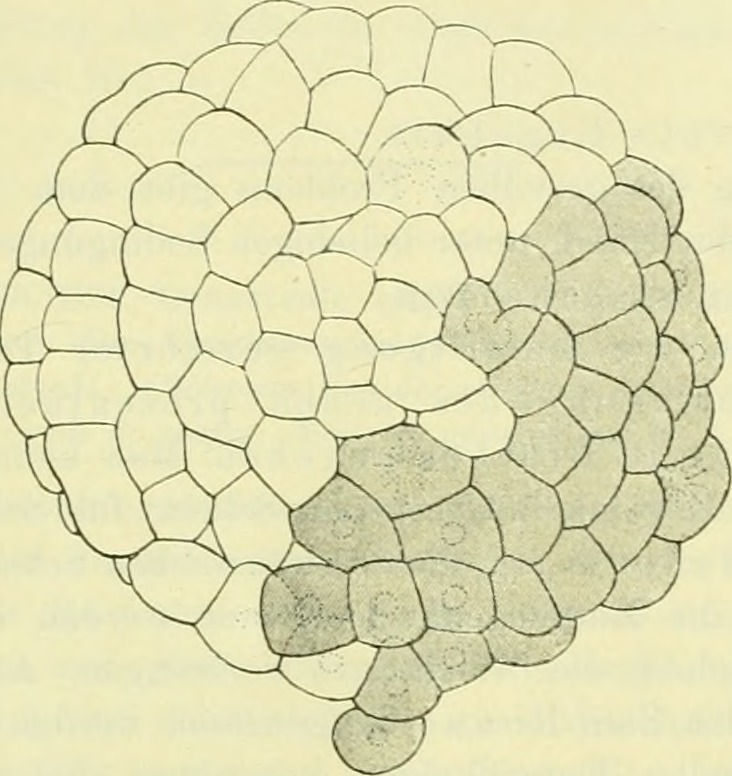
الخلية الجنينية خلال الانقسام

## المبدأ
تقنية الاجنة الخضرية تجعل من الممكن الحصول على شتلات مماثلة جينيا للنبتة الأم، كما هو الحال في التكاثر الجنسي حين تجد في بذرة ما جنينا صغيرا ناتجا عن تلقيح عادي، فالتقنية اذن تتطلب شروط مخبرية معينة لتفعيل ظهور انسجة نباتية مكونة من كتل خلايا غير متمايزة تسمى أجنة خضرية تتطور فيما بعد إلى خلايا لانهائية تعطي بنموها نباتات متشابهة جينيا ببعضها ومع النبتة الام، والتقنية حاليا مستعملة وبكثرة في تكاثر الصنوبريات وغيرها من النباتات.

## أهم المراحل

### المرحلة الأولى
يتم احداث العديد من الانقسامات الخلوية للانسجة المستنبة مخبريا وذلك بفضل وسط زراعي مكون بالاخص من هرموني الاكسين(D.2) والسيتوكينات، لتنمو الخلايا مشكلة كتل خلوية

### المرحلة الثانية
تنقل الكتل الخلوية إلى وسط يحرض تشكل الاجنة الخضرية 

### المرحلة الثالثة
يتم نقل الاجنة الخضرية إلى وسط خال من هرمونات الاكسين (D.2) للسماح بتطورها

### المرحلة الرابعة
تنمو الاجنة الخضرية بعدها معطية شتلات خضرية صغيرة يمكن زراعتها في التربة لتكمل نموها

## التطبيقات
- الإنتاج السريع لبذور النخبة لعدة أنواع من النباتات
- إنتاج بذور النباتات العقيمة (البطاطا، الموز...)
- امكانية الزرع في المخابر وإنتاج بنك جنيني للنباتات
- تخزين ومضاعفة زراعة النباتات في خطر الانقراض

## الوصلات الداخلية والخارجية
- Embryogenèse somatique (مقال مترجم)
- أكسين
- سيتوكين